# Sadot
Sadot (hebrejsky: שדות, doslova plurál "Pole") byla izraelská osada v bloku osad Chevel Jamit nacházející se v severovýchodním cípu Sinajského poloostrova jižně od města Jamit.
Příprava výstavby vesnice začala v roce 1969, kdy z její plochy byli odsunuti zdejší Beduíni. Jako důvod jejich vytlačení byly uváděny bezpečnostní ohledy. Beduíni se pak proti tomuto rozhodnutí odvolali v roce 1972 k izraelskému nejvyššímu soudu, ale neuspěli. Mezitím už roku 1971 bylo v Sadot založeno civilní osídlení, první taková civilní osada v celé oblasti Sinaje. Prvními osadníky byla skupina 18 rodin. Obyvatelé se zabývali zemědělstvím, zejména přestováním rajčat. Osada zaměstnávala i místní arabské Beduíny, což bylo předmětem kritiky ze strany těch, kteří považovali tento krok z demografického hlediska za nesprávný. Poblíž obce vyrostla regionální škola.
V okolí se také našla ropa. K roku 1977 zde zpráva připravená pro americký senát odhaduje počet obyvatel na 260.
V roce 1981 byla vesnice vystěhována v důsledku podpisu Egyptsko-izraelské mírové smlouvy. V té době zde žilo 64 rodin. Mnozí zdejší obyvatelé pak spoluzakládali mošav Ejn ha-Besor nedaleko odtud ve vlastním Izraeli. Další zřídili v Izraeli mošav Jevul.